# European Hockey League 1997/1998
European Hockey League 1997/1998 inleddes den 16 september 1997, och avslutades den 25 januari 1998. Turneringen vanns av österrikiska VEU Feldkirch, som besegrade ryska HK Dynamo Moskva i finalspelet.
Ett nytt poängsystem infördes. Seger i ordinarie tid gav tre poäng, i oavgjorda matcher tillämpades förlängning där vinnaren fick två poäng och förloraren en poäng.

## Första omgången

### Grupp A
| Lag 1              | Resultat | Lag 2              |
| ------------------ | -------- | ------------------ |
| Färjestad BK       | 3-0      | Jokerit            |
| Kassel Huskies     | 5-0      | HC Vítkovice Steel |
| Jokerit            | 4-1      | Kassel Huskies     |
| HC Vítkovice Steel | 2-4      | Färjestad BK       |
| Färjestad BK       | 4-2      | HC Vítkovice Steel |
| Kassel Huskies     | 4-5 (OT) | Jokerit            |
| HC Vítkovice Steel | 0-3      | Jokerit            |
| Kassel Huskies     | 0-6      | Färjestad BK       |
| Jokerit            | 2-1 (OT) | HC Vítkovice Steel |
| Färjestad BK       | 5-3      | Kassel Huskies     |
| Jokerit            | 3-4      | Färjestad BK       |
| HC Vítkovice Steel | 3-4      | Kassel Huskies     |

### Grupp A, slutställning
| Placering | Lag                | Poäng |
| 1         | Färjestad BK       | 18    |
| 2         | Jokerit            | 10    |
| 3         | Kassel Huskies     | 7     |
| 4         | HC Vítkovice Steel | 1     |

### Grupp B
| Lag 1            | Resultat | Lag 2            |
| ---------------- | -------- | ---------------- |
| Adler Mannheim   | 3-5      | HPK              |
| Leksands IF      | 5-3      | HK Dukla Trenčín |
| Adler Mannheim   | 8-5      | Leksands IF      |
| HPK              | 3-2      | HK Dukla Trenčín |
| HK Dukla Trenčín | 4-1      | Adler Mannheim   |
| HPK              | 3-8      | Leksands IF      |
| Leksands IF      | 3-4      | HPK              |
| Adler Mannheim   | 2-0      | HK Dukla Trenčín |
| HK Dukla Trenčín | 1-2 (OT) | HPK              |
| Leksands IF      | 8-2      | Adler Mannheim   |
| HK Dukla Trenčín | 2-4      | Leksands IF      |
| HPK              | 6-4      | Adler Mannheim   |

### Grupp B, slutställning
| Placering | Lag              | Poäng |
| 1         | HPK              | 14    |
| 2         | Leksands IF      | 12    |
| 3         | Adler Mannheim   | 6     |
| 4         | HK Dukla Trenčín | 4     |

### Grupp C
| Lag 1         | Resultat | Lag 2         |
| ------------- | -------- | ------------- |
| Storhamar     | 2-1 (OT) | SC Bern       |
| VEU Feldkirch | 4-3      | Kölner Haie   |
| SC Bern       | 4-5      | Kölner Haie   |
| Storhamar     | 3-1      | VEU Feldkirch |
| Kölner Haie   | 5-1      | Storhamar     |
| VEU Feldkirch | 6-3      | SC Bern       |
| Storhamar     | 2-3      | Kölner Haie   |
| SC Bern       | 2-3      | VEU Feldkirch |
| Kölner Haie   | 4-2      | SC Bern       |
| VEU Feldkirch | 3-0      | Storhamar     |
| Kölner Haie   | 3-5      | VEU Feldkirch |
| SC Bern       | 4-1      | Storhamar     |

### Grupp C, slutställning
| Placering | Lag           | Poäng |
| 1         | VEU Feldkirch | 15    |
| 2         | Kölner Haie   | 12    |
| 3         | Storhamar     | 5     |
| 4         | SC Bern       | 4     |

### Grupp D
| Lag 1                | Resultat | Lag 2                |
| -------------------- | -------- | -------------------- |
| TPS                  | 3-2 (OT) | HC Slovan Bratislava |
| Torpedo Yaroslavl    | 4-2      | Luleå HF             |
| Torpedo Yaroslavl    | 2-0      | HC Slovan Bratislava |
| Luleå HF             | 5-1      | TPS                  |
| Torpedo Yaroslavl    | 3-1      | TPS                  |
| Luleå HF             | 2-3      | HC Slovan Bratislava |
| TPS                  | 2-3      | Torpedo Yaroslavl    |
| HC Slovan Bratislava | 4-3      | Luleå HF             |
| TPS                  | 2-3 (OT) | Luleå HF             |
| HC Slovan Bratislava | 5-1      | Torpedo Yaroslavl    |
| Luleå HF             | 0-2      | Torpedo Yaroslavl    |
| HC Slovan Bratislava | 3-1      | TPS                  |

### Grupp D, slutställning
| Placering | Lag                  | Poäng |
| 1         | Torpedo Yaroslavl    | 15    |
| 2         | HC Slovan Bratislava | 13    |
| 3         | Luleå HF             | 5     |
| 4         | TPS                  | 3     |

### Grupp E
| Lag 1             | Resultat | Lag 2             |
| ----------------- | -------- | ----------------- |
| HC Lada Togliatti | 4-3 (OT) | HC Petra Vsetín   |
| EV Zug            | 8-1      | HC Amiens Somme   |
| HC Petra Vsetín   | 5-3      | EV Zug            |
| HC Amiens Somme   | 1-7      | HC Lada Togliatti |
| EV Zug            | 4-1      | HC Lada Togliatti |
| HC Amiens Somme   | 1-4      | HC Petra Vsetín   |
| HC Petra Vsetín   | 4-2      | HC Amiens Somme   |
| HC Lada Togliatti | 3-0      | EV Zug            |
| HC Lada Togliatti | 7-1      | HC Amiens Somme   |
| EV Zug            | 0-4      | HC Petra Vsetín   |
| HC Petra Vsetín   | 3-4 (OT) | HC Lada Togliatti |
| HC Amiens Somme   | 1-2      | EV Zug            |

### Grupp E, slutställning
| Placering | Lag               | Poäng |
| 1         | HC Petra Vsetín   | 14    |
| 2         | HC Lada Togliatti | 13    |
| 3         | EV Zug            | 9     |
| 4         | HC Amiens Somme   | 0     |

### Grupp F
| Lag 1            | Resultat | Lag 2            |
| ---------------- | -------- | ---------------- |
| HC Sparta Praha  | 0-4      | HK Dynamo Moskva |
| HC Bolzano       | 6-5 (OT) | Manchester Storm |
| HC Sparta Praha  | 4-1      | HC Bolzano       |
| Manchester Storm | 2-3 (OT) | HK Dynamo Moskva |
| HC Sparta Praha  | 3-4      | Manchester Storm |
| HK Dynamo Moskva | 9-1      | HC Bolzano       |
| Manchester Storm | 7-0      | HC Sparta Praha  |
| HC Bolzano       | 0-4      | HK Dynamo Moskva |
| HK Dynamo Moskva | 9-3      | Manchester Storm |
| HC Bolzano       | 1-3      | HC Sparta Praha  |
| HK Dynamo Moskva | 3-2 (OT) | HC Sparta Praha  |
| Manchester Storm | 4-2      | HC Bolzano       |

### Grupp F, slutställning
| Placering | Lag              | Poäng |
| 1         | HK Dynamo Moskva | 16    |
| 2         | Manchester Storm | 11    |
| 3         | HC Sparta Praha  | 7     |
| 4         | HC Bolzano       | 2     |

## Kvartsfinaler
| Lag 1                | Resultat | Lag 2                |
| -------------------- | -------- | -------------------- |
| HPK                  | 4-4      | VEU Feldkirch        |
| HC Lada Togliatti    | 2-1      | Torpedo Yaroslavl    |
| HC Slovan Bratislava | 6-3      | HC Petra Vsetín      |
| HK Dynamo Moskva     | 5-2      | Färjestad BK         |
| VEU Feldkirch        | 7-2      | HPK                  |
| Torpedo Yaroslavl    | 7-3      | HC Lada Togliatti    |
| HC Petra Vsetín      | 5-0      | HC Slovan Bratislava |
| Färjestad BK         | 5-3      | HK Dynamo Moskva     |

## Finalomgång
Feldkirch, Vorarlberg, Österrike

### Semifinaler
| Lag 1            | Resultat | Lag 2             |
| ---------------- | -------- | ----------------- |
| VEU Feldkirch    | 3-2      | HC Petra Vsetín   |
| HK Dynamo Moskva | 1-0      | Torpedo Yaroslavl |

### Match om tredje pris
| Lag 1           | Resultat | Lag 2             |
| --------------- | -------- | ----------------- |
| HC Petra Vsetín | 3-1      | Torpedo Yaroslavl |

### Final
| Lag 1         | Resultat | Lag 2            |
| ------------- | -------- | ---------------- |
| VEU Feldkirch | 5-3      | HK Dynamo Moskva |